# Funkcja dielektryczna
Funkcja dielektryczna, funkcja dielektryczna liniowej odpowiedzi układu – funkcja definiowana w fizyce materii skondensowanej jako stosunek podłużnej indukcji elektrycznej do podłużnego pola elektrycznego w granicy znikającego ładunku domieszek (dla podkreślenia tego mówi się czasem o funkcji dielektrycznej liniowej odpowiedzi)
{\displaystyle \varepsilon (q)=\lim _{\rho _{d}\rightarrow 0}{\frac {D_{l}(q)}{E_{l}(q)}},}
gdzie:
{\displaystyle \varepsilon (q)} – funkcja dielektryczna,
{\displaystyle \rho _{d}} – gęstość ładunku domieszek,
{\displaystyle D_{l}(q),E_{l}(q)} – składowe podłużne do wektora {\displaystyle q,} składowe transformat Fouriera odpowiednio indukcji pola elektrycznego i natężenia pola elektrycznego.
Teoria liniowej odpowiedzi zakłada istnienie ładunku domieszek o gęstości {\displaystyle \rho _{d}(\mathbf {r} )} oraz ładunek ekranujący (odpowiedź układu) {\displaystyle \rho _{s}(\mathbf {r} ).} W takim wypadku funkcja dielektryczna przyjmuje postać
{\displaystyle \varepsilon (q)=\lim _{\rho _{d}\rightarrow 0}\left({\frac {\rho _{d}(q)}{\rho _{d}(q)+\rho _{s}(q)}}\right),}
gdzie:
{\displaystyle \rho _{d}(q),\rho _{s}(q)} – odpowiednie transformaty Fouriera gęstości ładunków.
Wtedy całkowity potencjał ma postać
{\displaystyle \varphi (q)\propto {\frac {1}{q^{2}}}{\frac {\rho _{d}(q)}{\varepsilon (q)}}.}